# Menneus trinodosus
Espèce
Synonymes
- Avella trinodosa (Rainbow, 1920)
- Dinopis insularis Rainbow, 1920
- Deinopis insularis Rainbow, 1920
- Avella insularis (Rainbow, 1920)

Menneus trinodosus est une espèce d'araignées aranéomorphes de la famille des Deinopidae.

## Distribution
Cette espèce est endémique d'Australie. Elle se rencontre au Queensland et en Nouvelle-Galles du Sud y compris sur l'île Lord Howe.

## Description
Le mâle décrit par Coddington, Kuntner et Opell en 2012 mesure 9,1 mm et la femelle 11,7 mm. Les mâles mesurent de 7,0 à 9,1 mm et les femelles de 9,1 à 18,0 mm.

## Publication originale
- Rainbow, 1920 : Arachnida from Lord Howe and Norfolk Islands. Records of the South Australian Museum, vol. 1, p. 229-272 (texte intégral).